# Bread and Roses (film)
Pour le poème devenu slogan politique, voir Bread and Roses.
Pour plus de détails, voir Fiche technique et Distribution.
Bread and Roses est un film britannique réalisé par Ken Loach, sur un scénario de Paul Laverty, sorti en 2000 avec comme tête d'affiche Adrien Brody. Le film traite de la lutte des travailleurs immigrés pauvres dans le domaine de l'entretien à Los Angeles pour de meilleures conditions de travail et la reconnaissance d'un droit syndical. En 2000, le film a été présenté en sélection officielle en compétition au festival de Cannes et a remporté le prix du jury du festival international du film de Temecula Valley.

## Synopsis
Le cœur gros, Maya a laissé sa mère à Cuernavaca pour émigrer aux États-Unis. Après bien des péripéties, elle arrive à Los Angeles où vit depuis longtemps sa sœur ainée Rosa. Énergique et décidée, Maya décroche un premier job de serveuse dans un bar de nuit puis obtient de Rosa, employée dans une entreprise de nettoyage, qu'elle la présente à son directeur, Perez. Devenue femme de ménage, Maya se retrouve au milieu d'une armée d'employées de toutes les nationalités, qui travaillent dans des conditions inacceptables. Maya refuse de se soumettre.

## Fiche technique
- Titre : Bread and Roses
- Réalisation : Ken Loach
- Scénario : Paul Laverty
- Musique : George Fenton
- Photographie : Barry Ackroyd
- Montage : Jonathan Morris
- Production : Rebecca O'Brien
- Société de production : Parallax Pictures, ARD Degeto Film, Arte, Alta Producción, BIM Distribuzione, BAC Films, British Screen Productions, British Sky Broadcasting, Cinart, FilmFour, Road Movies Filmproduktion et Tornasol Films
- Société de distribution : Mars Distribution (France)
- Pays :  Royaume-Uni,  France,  Allemagne,  Espagne et  Italie
- Genre : drame
- Durée : 110 minutes
- Dates de sortie : 
  - France : 25 octobre 2000
  - Royaume-Uni : 27 avril 2001

## Distribution
- Pilar Padilla : Maya
- Adrien Brody : Sam Shapiro
- Elpidia Carrillo : Rosa
- Jack McGee : Bert
- Monica Rivas : Simona
- Frankie Davila : Luis
- Lillian Hurst : Anna
- Mayron Payes : Ben
- Maria Orellana : Berta
- Melody Garrett : Cynthia
- Gigi Jackman : Dolores
- Beverly Reynolds : Ella
- Eloy Méndez : Juan

Les invités de la soirée
- Benicio del Toro
- Robin Tunney
- Ron Perlman
- Tim Roth
- Chris Penn
- William Atherton
- Oded Fehr
- Vanessa Angel
- Stephanie Zimbalist
- Stuart Gordon